# Jan Bluthardt

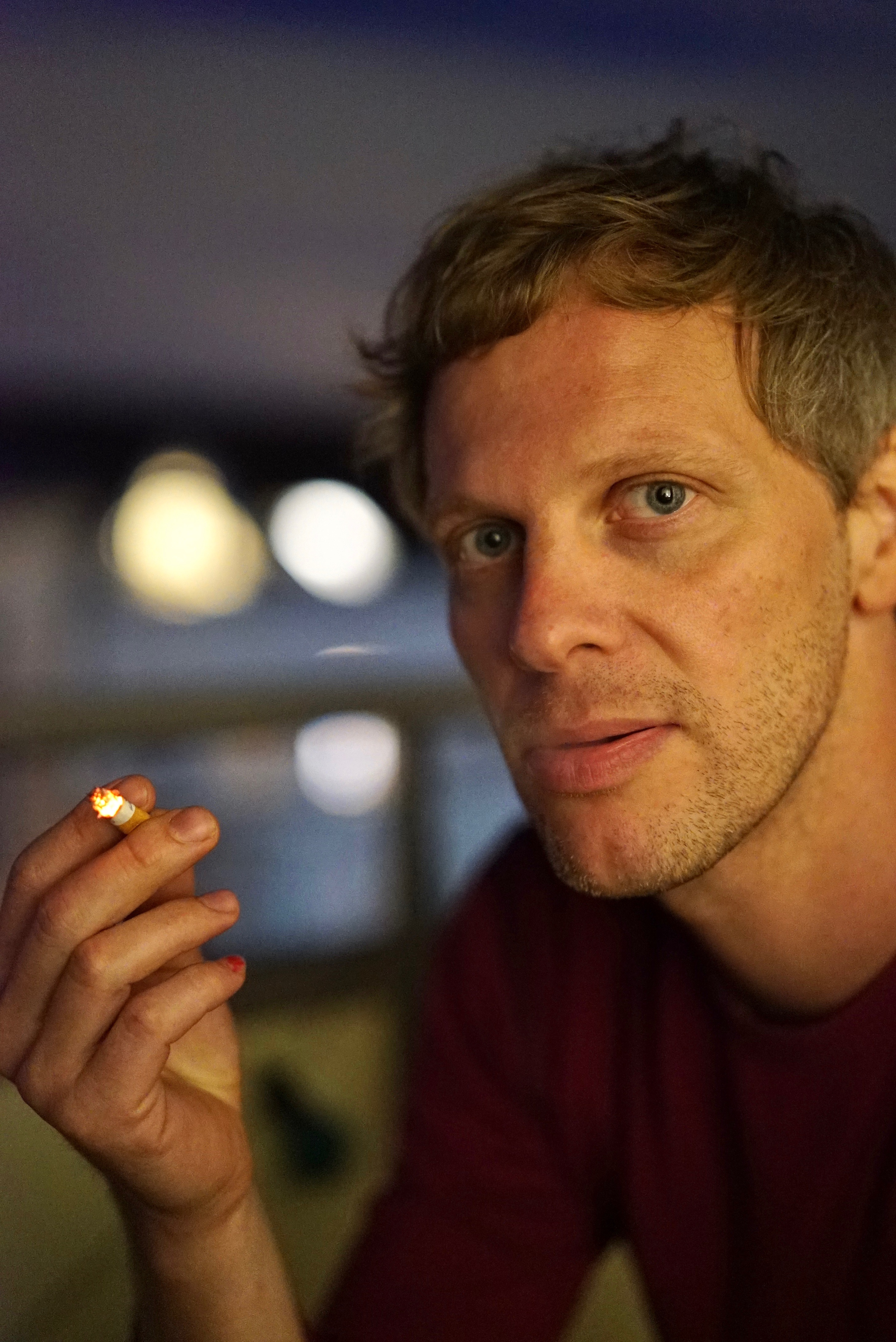
Jan Bluthardt

Jan Bluthardt (* 1978 in Temuco) ist ein deutscher Schauspieler.

## Leben
Bluthardt studierte an der Westfälischen Schauspielschule Bochum. Bereits während der Ausbildung spielte er erste Rollen am Schauspielhaus Bochum und am Schauspiel Leipzig. 2006 wurde er Ensemblemitglied am Theater Basel und arbeitete u. a. mit den Regisseuren Anna Viebrock, Werner Düggelin und Elias Perrig. 2009 engagierte ihn das Schauspielhaus Zürich. Dort spielte er u. a. in den Inszenierungen von Barbara Frey, Clemens Sienknecht, Ruedi Häusermann, Stefan Pucher, Sebastian Baumgarten, René Pollesch, Sebastian Nübling und Herbert Fritsch. Seit der Saison 2014/15 arbeitete Jan Bluthardt als freier Schauspieler unter anderem am Maxim Gorki Theater, an der Volksbühne am Rosa-Luxemburg-Platz, an den Münchner Kammerspielen und am Schauspielhaus Zürich. Ab der Spielzeit 2020/21 ist Jan Bluthardt festes Mitglied der neuen Basler Compagnie.

## Filmografie
- 2017: Tatort: Der Tod ist unser ganzes Leben
- 2018: Luz
- 2024: Cuckoo